# Phintella aequipeiformis
Phintella aequipeiformis är en spindelart som beskrevs av Zabka 1985. Phintella aequipeiformis ingår i släktet Phintella och familjen hoppspindlar. Inga underarter finns listade i Catalogue of Life.